# Corrent de saturació

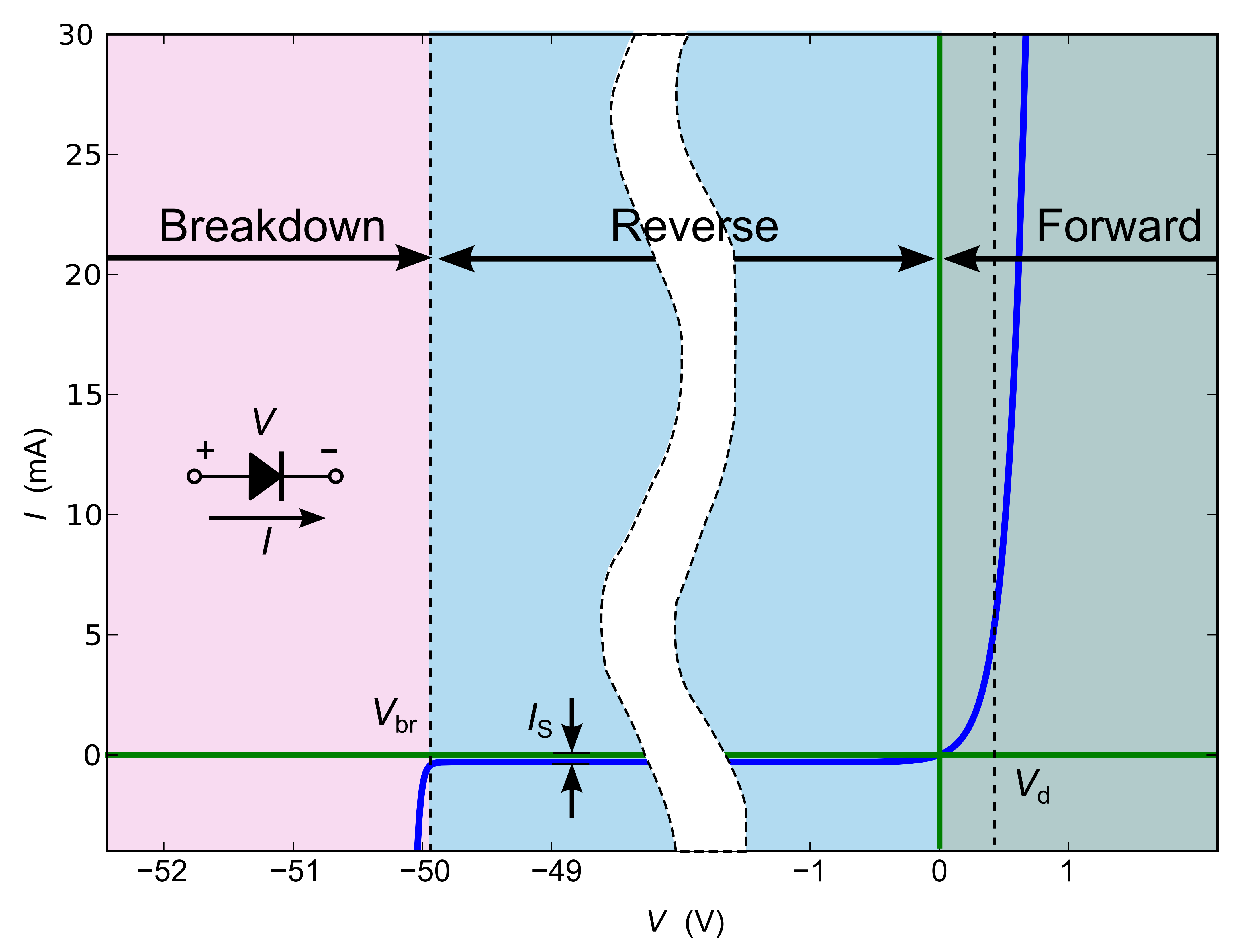
Gràfica de la corba del díode on sobserva Is.

El corrent de saturació (o corrent de saturació inversa), és aquella part del corrent invers en un díode semiconductor causada per la difusió de portadors minoritaris des de les regions neutres a la regió d'esgotament. Aquest corrent és gairebé independent de la tensió inversa.
I S, el corrent de saturació de polarització inversa per a un díode p–n ideal, ve donada per:
{\displaystyle I_{\text{S}}=eAn_{\text{i}}^{2}\left({\frac {1}{N_{\text{D}}}}{\sqrt {\frac {D_{\text{p}}}{\tau _{\text{p}}}}}+{\frac {1}{N_{\text{A}}}}{\sqrt {\frac {D_{\text{n}}}{\tau _{\text{n}}}}}\right),\,}
on
e és la càrrega elemental.

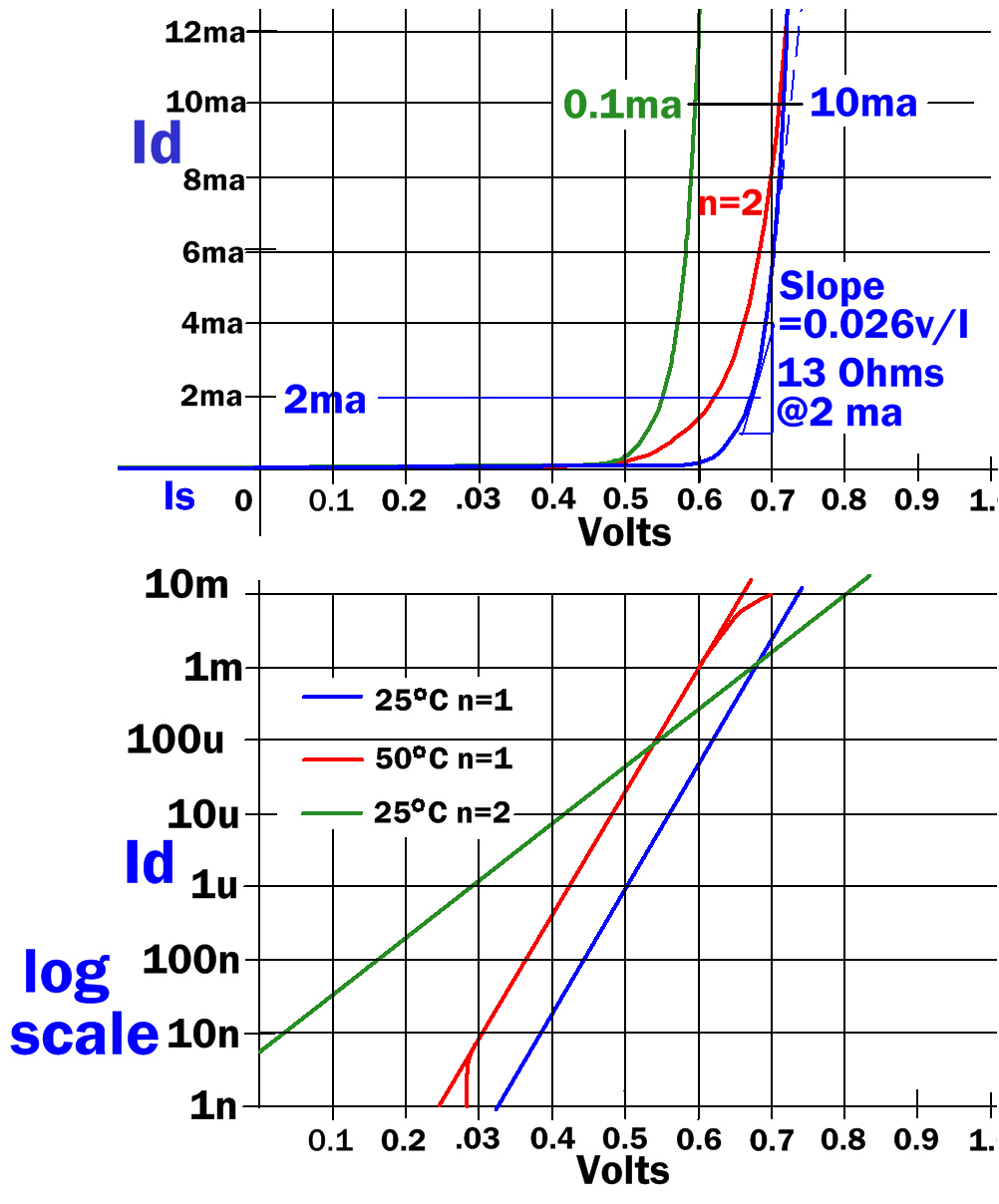
Gràfic de llei del díode, mostra la relació de voltatge i corrent d'un díode ideal.

A és l'àrea de la secció transversal.
D p, D n són els coeficients de difusió dels forats i dels electrons, respectivament,
N D, N A són les concentracions de donant i acceptor al costat n i al costat p, respectivament,
n i és la concentració intrínseca del portador en el material semiconductor,
{\displaystyle \tau _{\text{p}},\tau _{\text{n}}} són els temps de vida dels portadors dels forats i dels electrons, respectivament.

L'augment de la polarització inversa no permet que la majoria dels portadors de càrrega es difonguin per la unió. Tanmateix, aquest potencial ajuda a alguns transportistes de càrrega minoritaris a creuar la cruïlla. Com que els portadors de càrrega minoritaris a la regió n i la regió p es produeixen per parells d'electrons-forat generats tèrmicament, aquests portadors de càrrega minoritaris depenen extremadament de la temperatura i són independents de la tensió de polarització aplicada. La tensió de polarització aplicada actua com una tensió de polarització directa per a aquests portadors de càrrega minoritaris i un corrent de petita magnitud flueix al circuit extern en la direcció oposada a la del corrent convencional a causa del moment dels portadors de càrrega majoritaris.
Cal tenir en compte que el corrent de saturació no és una constant per a un dispositiu determinat; varia amb la temperatura; aquesta variància és el terme dominant en el coeficient de temperatura d'un díode. Una regla general comuna és que es duplica per cada 10 °C d'augment de la temperatura.